# Karsten Fischer (Politikwissenschaftler)
Karsten Fischer (* 1967 in Kleve) ist ein deutscher Politikwissenschaftler. Er ist Professor für Politische Theorie an der Ludwig-Maximilians-Universität München.

## Leben
Karsten Fischer studierte nach dem Abitur 1986 und dem Zivildienst Politikwissenschaft, Philosophie und Völkerrecht an der Rheinischen Friedrich-Wilhelms-Universität Bonn (u. a. bei Manfred Funke und Karl Dietrich Bracher) und der Johann Wolfgang Goethe-Universität Frankfurt am Main. Nach dem Magister 1994 war er Promotionsstipendiat der Stiftung der Deutschen Wirtschaft. 1998 wurde er bei Herfried Münkler an der Humboldt-Universität zu Berlin zum Dr. rer. soc. (summa cum laude) promoviert.
Von 1998 bis 2002 war er wissenschaftlicher Mitarbeiter und Forschungskoordinator der Interdisziplinären Arbeitsgruppe „Gemeinwohl und Gemeinsinn“ der Berlin-Brandenburgischen Akademie der Wissenschaften.
In den Jahren 2002 und 2003 war er Lehrbeauftragter am Institut für Politikwissenschaft der Technischen Universität Darmstadt. Im Anschluss war er wissenschaftlicher Assistent am Lehrbereich Theorie der Politik des Instituts für Sozialwissenschaften der Humboldt-Universität zu Berlin. 2005 war er dort Gründungsmitglied des „Program on Religion, Politics and Economics“. 2006 folgte die Habilitation an der Philosophischen Fakultät III und die Verleihung der venia legendi.
Fischer vertrat dann Professuren in Berlin und Greifswald und nahm seit 2007 regelmäßige Lehraufträge in Friedrichshafen an der Zeppelin Universität sowie in Vallendar an der WHU – Otto Beisheim School of Management, an. 2009/10 war er Gastprofessor am Institut für Sozialwissenschaften der Humboldt-Universität zu Berlin. 2009 wurde er Mitglied des „Network on Ancient and Modern Imperialisms“.
Seit April 2010 ist er Inhaber des Lehrstuhls für Politische Theorie am Geschwister-Scholl-Institut für Politikwissenschaft, dessen Direktor er ist, an der Ludwig-Maximilians-Universität München. Er ist in München zudem Sprecher des Munich Center on Governance, Communication, Public Policy and Law, Mitglied der fakultätsübergreifenden Forschungseinrichtung Münchner Kompetenzzentrum Ethik, Mitglied des Internationalen Graduiertenkollegs „Religiöse Kulturen im Europa des 19. und 20. Jahrhunderts“ und Gründer des wissenschaftlichen Beirats des Zentrums für Israel-Studien an der Abteilung für Jüdische Geschichte und Kultur der LMU.
Ferner ist er Mitglied der Deutschen Vereinigung für Politische Wissenschaft. Außerdem gehört er dem Advisory Board des Forschungsprojekts „The Origins of Political Philosophy in Ancient Greece“ der Universität Uppsala an.
Fischer hält öffentliche Vorträge, u. a. bei der Studienstiftung des Deutschen Volkes, Stiftung der Deutschen Wirtschaft, Hanns-Seidel-Stiftung, Friedrich-Ebert-Stiftung, Stiftung Cusanuswerk, Evangelischen Akademie Tutzing, Bischöflichen Akademie des Bistums Aachen. Ebenso hat er diverse Rundfunk- und TV-Beiträge, u. a. im Deutschlandfunk, Deutschlandradio Kultur, Bayerischen Rundfunk, Hessischen Rundfunk, Westdeutschen Rundfunk, Österreichischen Rundfunk und China Global Television Network.
Überdies ist er Gutachter u. a. für die Fachzeitschriften »Politische Vierteljahresschrift«, »Zeitschrift für Politische Theorie«, »Österreichische Zeitschrift für Politikwissenschaft«, »Swiss Political Science Review«, »Soziale Systeme«, »Soziale Welt«, »Behemoth« und »Constellations« sowie für den Deutschen Akademischen Austauschdienst (DAAD), die Alexander von Humboldt-Stiftung, die Fritz Thyssen Stiftung für Wissenschaftsförderung und das Freiburg Institute for Advanced Studies (FRIAS).

## Forschungsschwerpunkte
Seine Forschungsschwerpunkte umfassen die Politische Theorie und Ideengeschichte, die Demokratietheorie, die Liberalismustheorie, den Konstitutionalismus und das Thema Politik und Religion.

## Auszeichnungen
- 1999: Freiburger Akademiepreis

## Schriften (Auswahl)
Monografien
- „Verwilderte Selbsterhaltung“. Zivilisationstheoretische Kulturkritik bei Nietzsche, Freud, Weber und Adorno (= Politische Ideen. Band 10). Akademie Verlag, Berlin 1999, ISBN 3-05-003464-5 (Zugleich: Berlin, Humboldt-Universität, Dissertation, 1998).
- Moralkommunikation der Macht. Politische Konstruktion sozialer Kohäsion im Wohlfahrtsstaat. VS – Verlag für Sozialwissenschaften, Wiesbaden 2006, ISBN 3-531-15332-3 (Zugleich: Berlin, Humboldt-Universität, Habilitationsschrift, 2006).
- Die Zukunft einer Provokation. Religion im liberalen Staat. Berlin University Press, Berlin 2009, ISBN 978-3-940432-65-0.

Herausgeberschaften
- Neustart des Weltlaufs?. Fiktion und Faszination der Zeitwende (= Edition Suhrkamp. 2137). Suhrkamp, Frankfurt am Main 1999, ISBN 3-518-12137-5.
- mit Herfried Münkler: Gemeinwohl und Gemeinsinn. Band 2: Rhetoriken und Perspektiven sozial-moralischer Orientierung. Akademie-Verlag, Berlin 2002, ISBN 3-05-003630-3.
- mit Herfried Münkler: Gemeinwohl und Gemeinsinn. Band 3: Im Recht. Konkretisierung und Realisierung öffentlicher Interessen. Akademie-Verlag, Berlin 2002, ISBN 3-05-003678-8.
- mit Harald Bluhm: Sichtbarkeit und Unsichtbarkeit der Macht. Theorien politischer Korruption (= Schriftenreihe der Sektion Politische Theorie und Ideengeschichte in der Deutschen Vereinigung für Politische Wissenschaft. Bd. 3). Nomos, Baden-Baden 2002, ISBN 3-7890-8271-6.
- mit Kai-Uwe Hellmann, Harald Bluhm: Das System der Politik. Niklas Luhmanns politische Theorie. Westdeutscher Verlag, Opladen 2003, ISBN 3-531-13692-5.
- mit Harald Bluhm, Marcus Llanque: Ideenpolitik. Geschichtliche Konstellationen und gegenwärtige Konflikte. Akademie-Verlag, Berlin 2011, ISBN 978-3-05-005099-7.
- mit Sebastian Huhnholz: Liberalismus. Traditionsbestände und Gegenwartskontroversen. Nomos Verlagsgesellschaft, Baden-Baden 2019, ISBN 978-3-8487-3907-3.